# Жоффруа де Донжон
Жоффруа де Донжон (фр. Geoffroy de Donjon; ? — 1202) — десятый Великий магистр Ордена госпитальеров св. Иоанна Иерусалимского, Родоса и Мальты в 1193—1202 годах.
Жоффруа родился в старинной дворянской семье рода де Донжон в Оверни. Затем до 1193 года служил в Ордене простым рыцарем. И только в 1193 году после смерти Гарнье де Наплуза он был избран Великим магистром Ордена. Тем временем датируются подписанные им документы. О дальнейшей жизни ничего неизвестно. Участвовал во множестве кампаний Ордена на Святой Земле, поддерживал короля Генриха Иерусалимского в его борьбе с Амори II, королем Кипра. В 1198 году попытался заключить пятилетний мир с сарацинами, но у него это не получилось. В 1206 году он скончался в госпитале Акры.
Предположительно до конца XIX века многие (не все) исследователи истории ордена госпитальеров из-за отсутствия некоторых документов были уверены в том, что Жоффруа де Донжон умер в 1194 году. Следовательно, в части источников по теме указывалось, что Афонсу Португальский (Афонсу де Португал), преемник Жоффруа, был избран великим магистром ордена госпитальеров именно в 1194 году. Жозеф Делавиль Ле Руль (Joseph Delaville Le Roulx), авторитетный специалист по истории Мальтийского ордена, в 1904 году на основе данных Паули (Pauli) откорректировал время смерти Жоффруа де Донжона, датируя её примерно июнем 1202 года. Паули писал, что Донжон руководил орденом до мая 1201 года. Делавиль Ле Руль основывался на письме этого магистра без обозначения даты, в котором упоминается землетрясение в Сирии, случившееся 20 мая 1202 года. На основании данного письма французский исследователь изменил срок пребывания Донжона на посту великого магистра иоаннитов.